# Mondie
Mondie war eine 1979 in Ost-Berlin gegründete Band, die vor allem technisch anspruchsvolle Funkmusik spielte. Sie bestand nacheinander aus unterschiedlichen Besetzungen; nur der Manager war identisch. 1983 löste sich Mondie wieder auf.

## Bandgeschichte
Mondie wurde im Frühjahr 1979 von der ehemaligen Begleitband der Sängerin Angelika Mann gegründet. Sie bestand aus dem Gitarristen und Sänger Michael Kremer, dem Bassisten Ecke Kremer, dem Keyboarder Nico Hollmann, dem Schlagzeuger Ringo Stilke sowie der Tänzerin Tina Schwarzkopf. Der Name entstand aus Anfangsbuchstaben der Namen der männlichen Bandmitglieder. Kurz darauf stieß Sänger Matthias Kretschmar zur Band. Im Herbst 1979 fuhr Mondie – zeitgleich mit der Band Silly – nach Rumänien, um dort neue Stücke einzustudieren und Konzerte zu geben. Das Zusammenwirken erwies sich aber als schwierig. Im Ost-Berliner Kino Colosseum gab die Band ihr DDR-Premierenkonzert und trennte sich kurz darauf.
Der Manager Michael Rath wollte das Projekt fortführen und suchte neue Bandmitglieder. Hansi Klemm (Gesang, Gitarre, Mundharmonika und Perkussion) und Thomas Zappa Schmidt (Keyboard, E-Bass, Gitarre und Hintergrundgesang) bildeten von 1980 bis zur Auflösung der Band den Stamm. Im Übrigen gab es zahlreiche Besetzungswechsel. Mehrere Mondie-Musiker spielten vorher oder nachher in renommierten Bands. Ringo Stilke spielte später bei Bayon. Der Schlagzeuger Hans-Peter Krause war zuvor Mitglied der Hansi Biebl Band, von NO 55 und Keks. Perkussionist Norbert Jäger kam von der Stern-Combo Meißen, Robert Albracht hatte bei Blues vital mitgespielt. Alexander Jereczinsky (Keyboard, Hintergrundgesang) kam von den Nautiks. Später spielte er bei FWH und Reggae Play, war Komponist für Tina Daute und ist seit 2009 Projektleiter für den MDR-Hörfunksender MDR Klassik. Hansi Klemm selbst hatte zuvor in der Klaus Lenz Band und bei Fusion gespielt.
Die Band war trotz des hohen Anspruchs relativ erfolglos. Während des Bestehens von Mondie gab es nur eine DDR-Schallplattenveröffentlichung auf einer Kompilation. In der Bundesrepublik Deutschland erschien 1982 eine Single. Zu den DDR-Rundfunkproduktionen von Mondie gehören Marie (1981), Nimm sie an die Hand (1982) und Heut’ oder nie (1983). Einige Live-Mitschnitte von Mondie wurden ebenfalls im Rundfunk gespielt, etwa Tempo und Dünne Wände. 1982 wurde ein 45 Minuten langer Konzertmitschnitt im DDR-Fernsehen gezeigt. Ab März 1983 trat Mondie häufig mit dem Stefan Diestelmann Trio auf. Im Sommer 1983 löste sich Mondie aber auf, da die Band Angebote hatte, in West-Berlin zu spielen, und dies die Band ohnehin zerrissen hätte, da nicht alle Musiker eine Reiseerlaubnis bekommen hätten.

## Diskografie

### Stücke auf Kompilationen
- 1982: Marie auf Das Album – Rock Bilanz 1982 (Amiga)
- 2007: Marie auf 60 Jahre Amiga Vol. 20 (Amiga)

### Singles
- 1982: Marie / Nimm sie an die Hand (RCA)